# Zamkowo
Zamkowo (deutsch Samkowen) ist eine kleine Ortschaft in der polnischen Woiwodschaft Ermland-Masuren und gehört zur Landgemeinde Sorkwity (deutsch Sorquitten) im Powiat Mrągowski (Kreis Sensburg).

## Geographische Lage
Zamkowo liegt inmitten der Woiwodschaft Ermland-Masuren, neun Kilometer westlich der Kreisstadt Mrągowo (deutsch Sensburg).

## Geschichte
Samkowen war ein alter Siedlungsort, 1839 ein Vorwerk und gehörte bis 1945 als Wohnplatz zum Gutsort Bothau (polnisch Bałowo). 1839 zählte der kleine Ort sechs Einwohner, 1871 bereits zehn, 1885 noch acht, 1898 nur zwei und 1905 fünf. Am 30. September 1928 wurde das Vorwerk Samkowen mit dem Gutsbezirk Bothau in die Landgemeinde Sonntag (polnisch Zyndaki) eingemeindet.
In Kriegsfolge wurde Samkowen 1945 mit dem gesamten südlichen Ostpreußen an Polen überstellt und erhielt die polnische Namensform „Zamkowo“. Heute ist es ein an Zyndaki (Sonntag) angegliederter Ort („częśź wsi“) und somit eine in die Landgemeinde Sorkwity (Sorquitten) im Powiat Mrągowski (Kreis Sensburg) eingebundene Ortschaft, bis 1998 der Woiwodschaft Olsztyn, seither der Woiwodschaft Ermland-Masuren zugehörig.

## Kirche
Bis 1945 war Samkowen kirchlich nach Warpuhnen (polnisch Warpuny) orientiert, sowohl zur evangelischen Kirchengemeinde innerhalb der Kirchenprovinz Ostpreußen der Kirche der Altpreußischen Union als auch zur katholischen Pfarrgemeinde, die zum damaligen Bistum Ermland gehörte.
Der Bezug zu Warpuny besteht auch heute: zur katholischen Pfarrei innerhalb des jetzigen Erzbistums Ermland und zur evangelischen Kirche, die 2016 nach jahrzehntelangem Verfall und aufwändiger Restaurierung wieder eingeweiht werden konnte, heute nun von der Pfarrei in Sorkwity in der Diözese Masuren der Evangelisch-Augsburgischen Kirche in Polen betreut.

## Verkehr
Zamkowo ist von der östlichen Gehlandsee-Uferstraße aus über Bałowo (Bothau) auf einem Landweg direkt zu erreichen. Eine Bahnanbindung existiert nicht.